# Germain de Brie
Pour les articles homonymes, voir Brie.
Germain de Brie (en latin Germanus Brixius), né à Auxerre vers 1490, mort près de Chartres le 22 juillet 1538, est un ecclésiastique et humaniste français, poète néolatin et traducteur du grec.

## Vie et œuvre
Il fit d'abord des études de droit, puis il se rendit en Italie et fut l'hôte et le disciple de Janus Lascaris à Venise en 1508. Il y fit aussi la connaissance d'Érasme, qui y séjourna toute cette année-là, travaillant avec l'imprimeur Alde Manuce, et celle de Jérôme Aléandre, qui partit ensuite pour Paris. En novembre, il gagna Padoue où il suivit les leçons de grec de Marc Musurus. Peu après, il fut à Rome le protégé et peut-être le secrétaire du cardinal Louis d'Amboise (mort à Lorette le 3 mars 1511). Il adopta alors l'état ecclésiastique et devint archidiacre d'Albi. Après la mort du cardinal, il retourna en France où il entra au service du chancelier Jean de Ganay, lequel mourut à Blois en mai 1512.

Peu après, il gagna la faveur de la reine Anne de Bretagne, qui vivait aussi à Blois, en célébrant dans un poème épique latin de 350 vers l'héroïsme du capitaine Hervé de Portzmoguer, mort sur son navire La Cordelière dans un combat contre les Anglais le 10 août 1512. Ce poème, intitulé Chordigeræ navis conflagratio, fut publié par l'imprimeur Josse Bade le 13 janvier 1513, avec une préface enthousiaste de Jérôme Aléandre. Il inspira l'ironie de Thomas More dans ses Epigrammes : le capitaine y est décrit combattant avec quatre armes et un bouclier, il avait donc cinq mains. De Brie fut informé de ces moqueries pendant l'été 1517, il en fut ulcéré et composa un pamphlet en vers intitulé l'Antimorus (Paris, Pierre Vidoue, 1519) ; le texte était accompagné d'une liste minutieuse d'erreurs relevées dans les poèmes de More. Celui-ci, piqué au vif, prépara une riposte (Epistola ad Germanum Brixium). Érasme intervint dès le début de cette querelle pour essayer de calmer les deux auteurs, sollicitant Guillaume Budé pour appuyer ses démarches auprès de Brie, et obtenant de More qu'il renonce à publier sa réplique. La querelle s'apaisa vers la fin de 1520.
Devenu secrétaire de la reine et aumônier du roi, il obtint plusieurs bénéfices ecclésiastiques en plus de son archidiaconat : chanoine d'Auxerre (1514/20), puis chanoine de Paris (à partir de 1519), et des prieurés. Il appartenait à la société humaniste organisée autour de la grande figure d'Érasme. Parmi ses autres amis et correspondants, on peut citer Guillaume Budé (avec qui il correspondait en grec), Jérôme Aléandre, Agostino Trivulzio, Jacopo Sadoleto, Marco Girolamo Vida, Guillaume du Bellay et Jean du Bellay, Jean Salmon Macrin. Il passait pour le plus important des poètes néolatins français. On le trouve aussi parmi les correspondants de l'occultiste Henri-Corneille Agrippa de Nettesheim. Il possédait à Paris deux maisons contiguës où il recevait ses amis humanistes. En 1526, il acquit une maison de campagne près de Gentilly et y reçut peu après Janus Lascaris.
En 1522, il se remit au grec avec Girolamo Fondulo de Crémone, un Italien ancien disciple de Marc Musurus, comme lui, et installé en France. En 1525, il découvrit le De sacerdotio de Jean Chrysostome, qu'Érasme avait édité à Bâle, et il en fit une traduction latine qui parut en 1526 chez Josse Bade. Érasme fut très élogieux sur cette traduction et l'inclut en 1527 dans ses Chrysostomi... et Athanasii... Lucubrationes. Il proposa à de Brie de collaborer à son entreprise de publication en grec et latin des Pères grecs. De Brie s'en tint à Chrysostome et traduisit encore : le De Babyla martyre, le Contra gentiles, la Comparatio regis et monachi, les huit premiers sermons sur l'Épître aux Romains. Érasme s'agaça parfois de la lenteur de son travail, mais salua la grande qualité des traductions.
En 1528 parut le Ciceronianus d'Érasme, qui suscita des polémiques dans les milieux humanistes, notamment en France car Érasme semblait y critiquer Guillaume Budé. Épigrammes et libelles anti-érasmiens fleurirent. Germain de Brie se dépensa alors pour réconcilier les deux savants. Il publia son échange de lettres avec Érasme où celui-ci s'expliquait, et il se porta garant auprès du milieu humaniste français des bonnes dispositions du Hollandais. Il apparut alors comme le grand défenseur d'Érasme à Paris.
En dehors du poème Chordigeræ navis conflagratio (suivi dans l'édition de 1513 de l'Hervei Cenotaphium) et de l' Antimorus (qui est non seulement un pamphlet, mais un art poétique, prônant l'imitation des Anciens), Germain de Brie a composé en latin des élégies, des éloges, des épitaphes. Il a laissé aussi des lettres écrites soit en latin, soit en grec. Après la mort d'Érasme (12 juillet 1536), il composa une oraison funèbre sous la forme d'une lettre à Guillaume du Bellay, et trois épitaphes.
Il mourut dans le diocèse de Chartres, sur le chemin entre Blois, où était la cour, et Paris, où il rentrait.

## Édition récente
- Humbert de Montmoret, Germain de Brie, Pierre Choque. L'Incendie de la Cordelière. L'écriture épique au début de la Renaissance, textes présentés et traduits par Sandra Provini, préface de Perrine Galand-Hallyn, La Rochelle, Rumeur des âges, 2004.